# Carlos Pablo Ernesto de Bentheim-Steinfurt
Carlos Pablo Ernesto de Bentheim-Steinfurt (30 de agosto de 1729 - 30 de junio de 1780) fue un noble alemán y conde de Bentheim-Steinfurt, un estado alemán miembro del Sacro Imperio Romano Germánico.
Era el hijo del Conde reinante Federico y su esposa Francisca Carlota, nacida Condesa de Lippe. Su padre murió joven y Carlos Pablo Ernesto pasó a ser jefe de la familia Bentheim-Steinfurt en 1733. Inicialmente, tuvo que compartir poder en los territorios de Steinfurt y Alpen con su tío abuelo Statius Felipe (1668-1749). Bajo la tuteal de su tío abuelo, disfrutó de una excelente educación. Su Hofmeister Johann Christoph Buch lo acompañó en varios viajes para perfeccionar su destreza en lenguas extranjeras.
En 1748, contrajo matrimonio con Sofía Carlota, la hija mayor del Príncipe Federico Guillermo II de Nassau-Siegen. En 1749, murió su tío abuelo y regente Statius Felipe, y Carlos Pablo Ernesto asumió las tareas de gobierno. En ocasiones, vivió en París, donde se familiarizó con Voltaire.
Carlos Pablo Ernesto tenía un fuerte interés por la historia y coleccionó libros raros, incunables, manuscritos, imágenes, monedas y curiosidades de historia natural. En 1765, empezó a crear el parque Steinfurter Bagno. Tenía el bienestar de sus súbditos en el corazón, y sus súbditos lo querían y lo reverenciaban.
En 1770, se unió a la Academia Palatina de Ciencias en Mannheim. Su hija menor, Carolina de Bentheim-Steinfurt fue una activa escritora.
Carlos Pablo Ernesto murió el 30 de junio de 1780 y fue sucedido por su hijo Luis (1756-1817), quien fue descrito como altamente educado, intelectual e interesado en asuntos científicos y económicos.